# Ozeanien-Meisterschaften im BMX-Rennsport
Die Ozeanien-Meisterschaften im BMX-Rennsport sind jährlich ausgetragene Wettbewerbe, die vom Ozeanischen Radsportverband OCC ausgerichtet werden.

## Geschichte
Die Meisterschaften wurden erstmals 2011 ausgetragen, im Vorgriff auf die Olympischen Sommerspiele 2012, bei denen der BMX-Rennsport zum zweiten Mal im Programm stand. Sie fanden bislang stets in Australien oder Neuseeland statt, diese Nationen stellen auch den Löwenanteil der Teilnehmer. Die ersten beiden Ausgaben waren noch als offene Meisterschaften konzipiert und hatten mehrere US-amerikanische Teilnehmer. Seit 2013 sind nur noch ozeanische Athleten zugelassen, und auch die UCI erkennt sie seitdem als kontinentale Meisterschaften an, wodurch sie entsprechenden Einfluss auf die Weltrangliste haben.
Die Ausgaben 2020 und 2021 entfielen infolge der Corona-Pandemie. Wettbewerbe in den Kategorien Elite und Junioren wurden seit Anbeginn gehalten, in der U23 wurden sie analog zu den BMX-Rennsport-Weltmeisterschaften 2022 eingeführt.

## Austragungsorte
- 2011:  Auckland (12. März)
- 2012:  Nerang (6. Januar)
- 2013:  Brisbane (2. Mai)
- 2014:  Shepparton (1. Mai)
- 2015:  Brisbane (30. April)
- 2016:  Auckland (31. Januar)
- 2017:  Bathurst (4. März)
- 2018:  Bunbury (21. März)
- 2019:  Te Awamutu (19. Januar)
- 2020–2021: nicht ausgetragen
- 2022:  Brisbane (8. April)
- 2023:  Rotorua (16. April)
- 2024:  Brisbane (18. Februar)
- 2025:  New Plymouth (2. Februar)

## Männer
| Jahr                         | Erster            | Zweiter         | Dritter            |
| ---------------------------- | ----------------- | --------------- | ------------------ |
| 2011                         | Marc Willers      | David Herman    | Brian Kirkham      |
| 2012                         | Brian Kirkham     | Khalen Young    | Connor Fields      |
| 2013                         | Sam Willoughby    | Joshua Callan   | Anthony Dean       |
| 2014                         | Sam Willoughby    | Anthony Dean    | Corey Frieswyk     |
| 2015                         | Max Cairns        | Bodi Turner     | Joshua Callan      |
| 2016                         | Trent Jones       | Matthew Juster  | Corey Frieswyk     |
| 2017                         | Kai Sakakibara    | Matthew Juster  | Aaron Nottle       |
| 2018                         | Corey Frieswyk    | Brandon Te Hiko | Tristyn Kronk      |
| 2019                         | Kai Sakakibara    | Brandon Te Hiko | Bradley Game       |
| 2020–2021: nicht ausgetragen |                   |                 |                    |
| 2022                         | Bodi Turner       | Matt Krasevskis | Max Cairns         |
| 2023                         | Bodi Turner       | Max Cairns      | Aston Wypych-Coles |
| 2024                         | Joshua McLean     | Michael Bias    | Jesse Asmus        |
| 2024                         | Bennett Greenough | Jesse Asmus     | Oliver Moran       |

## Frauen
| Jahr                         | Erste             | Zweite            | Dritte            |
| ---------------------------- | ----------------- | ----------------- | ----------------- |
| 2011                         | Sarah Walker      | Lauren Reynolds   | Caroline Buchanan |
| 2012                         | Caroline Buchanan | Melinda McLeod    | Lauren Reynolds   |
| 2013                         | Caroline Buchanan | Melinda McLeod    | Lauren Reynolds   |
| 2014                         | Caroline Buchanan | Lauren Reynolds   | Rachel Jones      |
| 2015                         | Lauren Reynolds   | Caroline Buchanan | Rachel Jones      |
| 2016                         | Sarah Walker      | Caroline Buchanan | Lauren Reynolds   |
| 2017                         | Leanna Curtis     | Rebecca Petch     | Rachel Jones      |
| 2018                         | Sarah Walker      | Rebecca Petch     | Sara Jones        |
| 2019                         | Saya Sakakibara   | Sarah Walker      | Rebecca Petch     |
| 2020–2021: nicht ausgetragen |                   |                   |                   |
| 2022                         | Rebecca Petch     | Erin Lockwood     | Gemma-Lee Thomas  |
| 2023                         | Saya Sakakibara   | Megan Williams    | Erin Lockwood     |
| 2024                         | Sienna Pal        | Leila Walker      | Megan Williams    |
| 2025                         | Leila Walker      | Megan Williams    | Teya Rufus        |

## Männer U23
| Jahr | Erster       | Zweiter           | Dritter           |
| ---- | ------------ | ----------------- | ----------------- |
| 2022 | Jack Davis   | Kyle Hill         | Bennett Greenough |
| 2023 | Jesse Asmus  | Matthew Tidswell  | Bennett Greenough |
| 2024 | Oliver Moran | Bennett Greenough | Jordan Callum     |
| 2025 | Joel Marsh   | Jordan Callum     | Joshua Jolly      |

## Frauen U23
| Jahr | Erste            | Zweite           | Dritte         |
| ---- | ---------------- | ---------------- | -------------- |
| 2022 | Desree Barnes    | Baylee Luttrell  | Kiana Botfield |
| 2023 | Baylee Luttrell  | Amber Robson     | nicht vergeben |
| 2024 | Bella May        | Isabella Schramm | Brooke Penny   |
| 2025 | Isabella Schramm | Brooke Penny     | Mia Webster    |

## Junioren
| Jahr                         | Erster           | Zweiter        | Dritter          |
| ---------------------------- | ---------------- | -------------- | ---------------- |
| 2011                         | Daniel Franks    | Nick Fox       | Darryn Goodwin   |
| 2012                         | Corey Frieswyk   | Jack Buchhorn  | Joshua Lathwell  |
| 2013                         | Aaron Nottle     | Kerrod Connors | Kai Sakakibara   |
| 2014                         | Max Cairns       | Kai Sakakibara | Brandon Te Hiko  |
| 2015                         | Joshua McLean    | Connor Pratt   | Brandon Te Hiko  |
| 2016                         | Maynard Peel     | Joshua Boyton  | Matthew White    |
| 2017                         | Maynard Peel     | Izaac Kennedy  | Kyle Hill        |
| 2018                         | Nathaniel Rodway | Kyle Hill      | Cailen Calkin    |
| 2019                         | Tasman Wakelin   | Jack Davis     | Matthew Tidswell |
| 2020–2021: nicht ausgetragen |                  |                |                  |
| 2022                         | Joel Marsh       | Jack Greenough | Tristan Scott    |
| 2023                         | Noah Elton       | Jack Greenough | Joshua Jolly     |
| 2024                         | Preston Murray   | Finn Cogan     | Jai Copland      |
| 2025                         | Aaron Donald     | Preston Murray | Cameron Gatt     |

## Juniorinnen
| Jahr                         | Erste           | Zweite          | Dritte         |
| ---------------------------- | --------------- | --------------- | -------------- |
| 2011: nicht ausgetragen      |                 |                 |                |
| 2012                         | Chelsea King    | Rachel Jones    | Sarah Harvey   |
| 2013                         | Sarah Harvey    | Rachel Jones    | Jade Parker    |
| 2014                         | Jade Parker     | Ashleigh Gunn   | Rachelle Smith |
| 2015                         | Zoe Fleming     | Rebecca Petch   | Rachelle Smith |
| 2016                         | Saya Sakakibara | Rebecca Petch   | Zoe Fleming    |
| 2017                         | Saya Sakakibara | Sara Jones      | Jenna Williams |
| 2018                         | Ashlee Miller   | Molly McGill    | Edan Whitlock  |
| 2019                         | Jessie Smith    | Baylee Luttrell | Kiana Botfield |
| 2020–2021: nicht ausgetragen |                 |                 |                |
| 2022                         | Leila Walker    | Megan Williams  | Bella May      |
| 2023                         | Leila Walker    | Teya Rufus      | Sienna Pal     |
| 2024                         | Teya Rufus      | Charlotte Guy   | Kameli Jones   |
| 2025                         | Lily Greenough  | Charlotte Guy   | nicht vergeben |